# 尾崎睦 (競輪選手)
尾崎 睦（おざき むつみ、1985年4月10日 - ）は、神奈川県平塚市出身の女子競輪選手、元ビーチバレーボール選手。日本競輪学校（当時。以下、競輪学校）108期生。日本競輪選手会神奈川支部所属、ホームバンクは平塚競輪場。師匠は渡邊秀明（68期）。弟子は齊藤由莉（128期）。

## 来歴

### ビーチバレーボール選手時代
東海大学付属相模高校3年のマドンナカップで3位入賞。
東京女子体育大学進学後はぴあカップ優勝を果たし、ユニバーシアード代表にも選出される。
卒業後は湘南ベルマーレスポーツクラブに加入。当時のニックネームは「ビーチの申し子」。同期の草野歩とペアを組み国内外を転戦。JBVツアー愛知大会ではわずか2戦目で3位入賞となる。海外でもユニバーシアード大会で5位、アジアビーチで7位の成績を残す。
2009年にはJBVツアー第4戦東京大会で初優勝。JBVグランドスラムでもタイトルを獲得した。
同年限りで草野とのペアを解消。最後の大会となった12月のアジア選手権では、3位決定戦で田中姿子・溝江明香ペアを降し銅メダルを獲得。
2010年は金田洋世（競輪学校106期生の元競輪選手）とペアを組んだ。同年の全日本ビーチバレーボール女子選手権大会で優勝。
その後、浅尾美和とのコンビを解消することになった草野歩と再び組むことになった。
2012年、2013年と2年連続で、草野歩とのペアでJBVツアーランキング第1位となった。

### ガールズケイリン選手時代
2013年12月20日、競輪学校第108回入学試験に適性試験で合格。これを受け、ビーチバレーボールからの引退を自身のブログで表明した。
2015年3月25日、競輪学校第108回卒業記念レースで優勝。また、在校競走成績もこの優勝により第1位（41勝）となった。
競輪選手としては、2015年7月10日に川崎競輪場でデビューし、デビュー戦で初勝利を挙げる。初優勝は同年8月9日の広島競輪場（完全優勝）。その後もガールズケイリンコレクションなどの特別競走に多数出場するなど、安定した成績を残す。
2021年11月10日、ホームバンクの平塚競輪場で開催されたFI初日第7レースで1着となり、ガールズケイリン史上9人目となる通算300勝を達成。
2023年11月14日、豊橋FII（ナイター）2日目第6レース（予選２）で1着となり、通算400勝を達成。
2023年のガールズケイリンでのGIレース創設以後、GIの決勝進出を多く果たしており、2024年は3つのガールズGI全てで決勝進出し、ガールズグランプリ2024でも3着に入着した。
競輪学校時代にゴールデンキャップを獲得するもデビュー後しばらくは伸び悩んでいた日野未来に親身にアドバイスし、その後日野が躍進するきっかけを与えるなどしており、後輩選手からも慕われている。また、普段通うジムの関係者から、ヨット競技出身の齊藤由莉を紹介されたことで、正式に弟子として迎え入れ自身は師匠となった。